# Seznam hrvaških pevcev zabavne glasbe
Seznam hrvaških pevcev zabavne glasbe.

## A
- Aklea Neon (Dorotea Zovko)
- Aleksandar Antić (Saša Antić)
- Nika Antolos Ruban
- Lidija Asanović

## B
- Andrej Babić
- Baby Lasagna
- Nenad Bach
- Lidija Bačić - Lille
- Mirko Bačič/ć?
- Nina Badrić
- Nina Bajsić
- Lidija Bajuk
- Baksa
- Marijan Ban
- Ivana Banfić ("I Bee")
- Dinko Banić
- Željko Banić
- Goran Bare
- Đurđica Barlović
- Franka Batelić
- Željko Bebek
- Toma Bebić
- Darko Begić - Bega
- Boris Behara (Boris T., Tryglav)
- Roko Bekavac - Traposlavia
- Neno Belan
- Nataša Belošević
- Carla Belovari
- Kristijan Beluhan
- Petar Beluhan
- Siniša Biško
- Maja Blagdan
- Franci Blašković
- Krešimir Blažević
- Sergio (Serđo) Blažić "Đoser"
- Mladen Bodalec - Mac
- Davor(in) Bogović
- Davor Borno
- Riccardo Bosazzi “Ricky” ?
- Goran Bošković
- Marko Bošnjak (pevec)
- Tomislav Bralić
- Jure Brkljača
- Dalibor Brun
- Branimir Bubica
- Šime Bubica
- Ana Bučko
- Ljiljana Budičin-Manestar
- Katja Budimčić Sabljar
- Alejuandro Buendija
- Nikol Bulat
- Luka Bulić?
- Mate Bulić
- Mladen Burnać

## C
- Ante Cash (Ante Vlašić)
- Irena Celio - Cega
- Nives Celzijus
- Vedran Cesarec
- Meri Cetinić
- Matteo Cetinski
- Mirko Cetinski
- Tony Cetinski
- Duje Coce
- Vinko Coce
- Vim Cola (Pavica Mijatović)
- Cronite (Antoni Jurčić)
- Igor Cukrov
- Mileta Cvijanović - Cigo

## Č
- Joško Čagalj - (Popularni) Jole
- Đuka Čaić
- Branko Črnac - Tusta
- Jadranko Črnko
- Ivica Čuljak - "Satan Panonski"

## Ć
- Srđan Ćuk - General Woo

## D
- Gina Damjanović - Gina Victoria
- Dušan Dančuo
- Žarko Dančuo
- Danijela (Martinović)
- Ivan Dečak
- Arsen Dedić
- Lu Dedić
- Lara Demarin
- Marko Demicheli
- Drago Diklić
- Ljupka Dimitrovska-Kalogjera
- Mia Dimšić
- Natali Dizdar
- Antonela Doko
- Milan (Mišo) Doležal
- Sanja Doležal
- Domenica (Žuvela)
- (Nina Donelli)
- Darko Domijan
- Mia Doričić
- Oliver Dragojević
- Doris Dragović
- Rafael "Rafo" Dropulić
- Igor Drvenkar
- Rajko Dujmić
- Denis Dumančić
- Dino Dvornik
- Ella Dvornik

## Đ
- Giuliano Đanić
- Alen Đuras
- Stefan Đurić - Rasta

## E
- Edo Maajka (Edin Osmić)
- El Bahattee (Stiv Kahlina)
- Mila Elegović
- Sergio Endrigo
- Ksenija Erker
- Helena Ernoić
- Maximo Estupinan Hurtado
- Ana Eškinja
- Lovre Eškinja

## F
- Goran Farkaš
- Felon (= ?)
- Vigor Finderle
- Kristina Fištrović
- Jelena Fošner
- Franka (Batelić)

## G
- Alaga Gagić
- Pero Galić
- Ema Gagro
- General Woo (Srđan Ćuk)
- Gibonni (Zlatan Stipišić)
- Gina Victoria (Gina Damjanović)
- Giuliano (Đanić)
- Davor Gobac
- Tomislav Goluban
- Zlatko Golubović
- Vlatka Grakalić
- Petar Grašo
- Albina Grčić
- Mladen Grdović
- Sara Ester Gredelj
- Tedi Grubica
- Boris Gunjević

## H
- Sandra Halužan
- Sabrina Hebiri
- Hrvoje Hegedušić
- Jacques Houdek
- Jasenko Houra - Jajo
- Milo Hrnić
- Ivana Husar
- Marija Husar-Rimac

## I
- Ilan i Ivana
- Dubravko Ivaniš - Ripper
- Jadranka Ivaniš Yaya
- Marin Ivanović - Stoka
- Tomislav Ivčić

## J
- Igor Jakac (1941-1991)
- Meri Jaman
- Ruža Janjiš
- Matko Jelavić
- Dino Jelušić (Dino Jelusick: hrvaško-britanski)
- Jole - Joško Čagalj
- Jakša Jordes
- Lana Jurčević
- Zdravko Juričić - Vido (Duo Kvarner)
- Patrick Jurdić (avstrijsko-hrvaški)
- Marin Jurić - Čivro
- Krešo Jurina
- Eni Jurišić
- Beti Jurković
- Ibrica Jusić
- Vjekoslav Jutt

## K
- Ilan Kabiljo
- Stiv Kahlina - El Bahatee
- Mia Kalember
- Vlado (Vladimir) Kalember
- Maruška Kalogjera-Šinković
- Lela Kaplowitz
- Goran Karan
- Denis Katanec
- Amir Kazić - Leo
- Goran Kauzlarić - Griff
- Damir Kedžo
- Mile Kekin
- Tereza Kesovija
- Ivana Kindl
- Lana Klingor
- Toni (Ante) Kljaković
- Valter Kocijančić
- Vladimir Kočiš - Zec
- Bojan Kodrič/-ć?
- Emilija Kokić
- Andrija Konc (+1945)
- Renata Končić - Minea
- Zorica Kondža
- Višnja Korbar
- Mili Korpar
- Lada Kos
- Doris Kosović
- Ivana Kovač
- Ivo Kovač Kaj
- Mišo Kovač
- Petra Kovačević
- Tin Kovačić - Koca
- Zdenka Kovačiček
- Ivica Krajač
- Predrag Kraljević - Kralj
- Alen Kraljić
- Ira Kraljić
- Nina Kraljić
- Jakša Kriletić - Jordes (Jay Jay)
- Zvonimir (Zvonko) Krkljuš (1921-2001)
- Sandra Kulier (bos.-hrv.)
- Duško Kuliš (bos.-hrv.)
- Astrid Kuljanić

## L
- Žanamari (Lalić) (por. Perčić)
- Bruno Langer
- Frano Lasić
- Marko Lasić - Nered
- Toni Leskovar
- Indira Levak (r. Vladić)
- Josipa Lisac
- Vedran Ljubenko
- Ante Ljubičić
- Duško Lokin
- Elis Lovrić
- Ivana Lovrić
- Saša Lozar
- Sandro Lučić

## M
- Martina Majerle
- Žarko Mamula
- Hiljson Mandela
- Džo Maračić - Maki
- Robert Mareković
- Anđa Marić
- Ivana Marić
- Marinella Marić
- Dolores Marinić
- Nikola Marjanović
- Markos (Stijepo Gleđ)
- Đani Maršan
- Damir Martinović - Prlja
- Danijela Martinović
- Sandy Marton
- Branko Marušić
- Edi Maružin
- Eduard Matešić – Jimmy
- Sanya Mateyas (Sanja Matejaš)
- Ivo Mavrinac - Zvonko (Duo Kvarner)
- Ivanka Mazurkijević
- Branko Medak?
- Amira Medunjanin (bosansko-hrvaška)
- Helen Merill
- Esad Merulić
- Karlo Metikoš - Matt Collins
- Mia (Dimšić)
- Pavao Miholjević?
- Dragan Mijalkovski (hrv.-mak.)
- Pavica Mijatović
- Ivan Mikulić
- Mirna Milinović
- Minea (Renata Končić)
- Marija Mirković
- Marjan Miše
- Drago Mlinarec
- Iva Močibob

## N
- Snježana Naumovska
- Aklea Neon
- Boris Nikolić
- Vicko Nikolić
- Ljiljana Nikolovska
- Valerija Nikolovska
- Alen Nižetić
- Luka Nižetić
- Gabi (Gaby) Novak
- Lola Novaković
- Boris Novković
- Đorđe Novković
- Marko Novosel
- Viktorija Novosel
- Krist Novoselić (Chris Novoselic)

## O
- Tamara Obrovac
- Boris Oštrić

## P
- Jurica Pađen
- Leana Paladin
- Vlaho Paljetak (1893-1944)
- Neda Parmać
- Ivo Pattiera
- Vladimir Pavelić
- Dalibor Pavičić
- Ante Pecotić
- Mirko Pečar
- Zlatko Pejaković - Žlica
- Ivica Pepelko
- Marina Perazić
- Lidija Percan
- Ivica Percl
- Jelenko Miran Perković
- Marko Perković-Thompson
- Marina Perazić
- Đorđi Peruzović
- Bruno (Dante) Petrali
- Elio Pisak
- Vesna Pisarović
- Vlatka Pokos
- Daniel Popović
- Maja Posavec
- Sergio Preden - 'Gato'
- Ida Prester
- Mirela Priselac - "Remi"
- Zoran Prodanović - "Prlja"
- Miljenko Prohaska?
- Loran Prokopić
- Nano Prša

## R
- Jelena Radan
- Davor Radolfi
- Aki Rahimovski
- Dunja Rajter
- Pamela Ramljak
- Valerija Raukar - Rajka Vali (1924-2011)
- Bernarda Ravnić
- Sara Renar
- Mateo Resman
- David Ricov
- Ivo Robić
- Nino Robić
- Boris Rogoznica
- Hari Rončević
- Jelena Rozga
- Darko Rundek
- Hrvoje „Cacique “ Rupčić
- Tina Rupčić
- Edgar Rupena
- Željko Ružić

## S
- Saša Sablić
- Renata Sabljak
- Srđan Sacher
- Sale Veruda
- Vladimir Savčić - Čobi
- Massimo Savić (1962-2022)
- Nina Selak
- Severina (Vučković/Kojić)
- Ivica Sikirić
- Krunoslav - Kićo Slabinac
- Tedi Spalato
- Ivan "Piko" Stančić
- Stjepan "Jimmy" Stanić (& Barbara Trohar)
- Ivana Starčević (-Rushaidat)
- Jasmin Stavros (Milo Vasić)
- Đani Stipaničev
- Tino Stipanović
- Tvrtko Stipić
- Zlatan Stipišić - Gibonni
- Jura Stublić
- Beta Sudar
- Rajko Suhodolčan
- Vera Svoboda

## Š
- Toni Šafarić
- Igor Šaponja - Šapo
- Tamara Šarić
- Ivan Ščapec - ''Seine''
- Alan Šćuric
- (Rade Šerbedžija)
- Ivica Šerfezi
- Nenad Šimun - Target / Mladi Gospar
- Maruška Šinković-Kalogjera
- Zdravko Škender
- Miroslav Škoro
- Marko Škugor
- Ivana Šojat
- Antonija Šola
- Majda Šoletić
- Ana Štefok
- Ervina Štelcl (slov.-hrv.)
- Boris Štok
- Branimir Štulić - "Johnny Štulić"
- Elvis Šuke
- Maja Šuput Tatarinov
- Andrea Šušnjara
- Linda Švarc
- Radojka Šverko

## T
- Tajči (Tatjana Matejaš)
- Target /Mladi Gospar (Nenad Šimun)
- Žanil Tataj - Žak
- Robert Tičić - Tica
- Antonio Tkalec
- Zoran Todorović - Todor
- Marko Tolja
- Dado Topić
- Taras Tratinski
- Barbara Trohar (por. Stanić)
- Meri Trošelj
- Sanja Trumbić
- Nika Turković
- Zrinko Tutić

## U
- Neda Ukraden
- Miro Ungar
- Vesna Ungar
- Damir Urban

## V
- Nikica Valentić Nik
- Rajka Vali (Valerija Raukar)
- Vanna (Ivana Ranilović - Vrdoljak)
- Bisera Veletanlić
- Senka Veletanlić
- Nenad Vetma
- Marija Vidović
- Alen Vitasović
- Indira Vladić-Mujkić (Indira Levak)
- Ivica Vlaić
- (Ante Vlašić = Ante Cash)
- Elvira Voća
- Vojko V
- Sanja Vrančić
- Martina Vrbos
- Siniša Vuco
- Jelena Vučković /Vuco?
- Severina Vučković (Kojić)
- Zdenka Vučković (1942-2020)
- Alka Vuica
- Arian Vuica?
- Barbara Vujević
- Vice Vukov
- Marko Vuković - Svemirko
- Petra Vurušić

## Z
- Ivan Zak (Ivan Volarić – Zak)
- Anđela Zebec
- Dražen Zečić
- Ognjen Zeljić - Bogunov (hrv.-slov.)
- Nives Zeljković (=Nives Celzijus)
- Jasna Zlokić
- Dorotea Zovko - Aklea Neon
- Anica Zubović

## Ž
- Žanamari (Perčić, r. Lalić)
- Žanil Tataj - Žak
- Dražen Žanko
- Zlatan Živković
- Jelena Žnidarić - Zsa Zsa
- Domenica Žuvela